# Azorastia minutissima
Azorastia minutissima är en tvåvingeart som beskrevs av Frey 1945. Azorastia minutissima ingår i släktet Azorastia och familjen Nannodastiidae. Inga underarter finns listade i Catalogue of Life.